# Madre Macedonia

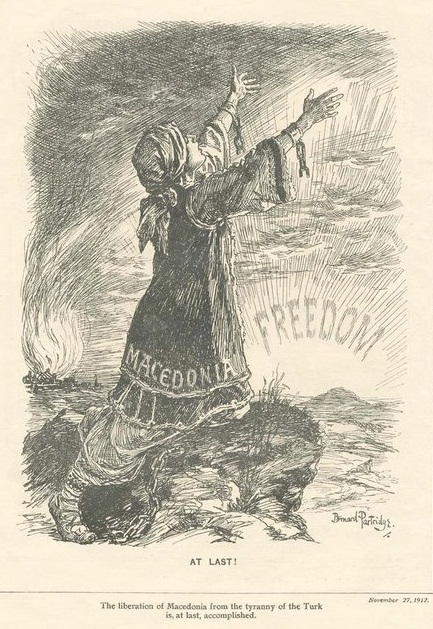
Representación de Macedonia que simboliza como por fin ha sido liberada de los turcos.

Madre Macedonia es la personificación nacional de Macedonia.

## Historia
Como otras tantas personificaciones nacionales, Madre Macedonia surgió en el movimiento patriótico del romanticismo del siglo XIX. Salió muy representada junto a Madre Bulgaria debido a que Bulgaria perdió los territorios de Macedonia y se representó en varias litografías a Macedonia separada de Bulgaria alegóricamente.

## Galería

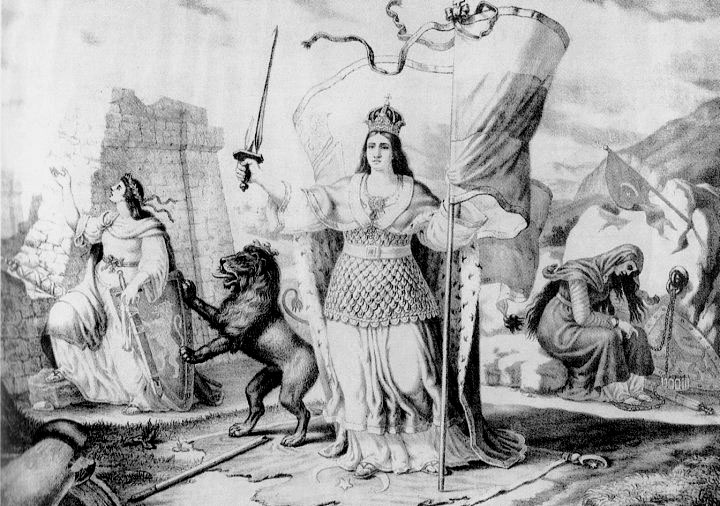
Bulgaria dividida tras el congreso de Berlín, representación alegórica de Bulgaria (en el mediɒ) Rumelia oriental (a la izquierda) y Macedonia (detrás a la derecha) tras el Congreso de Berlín en 1879.
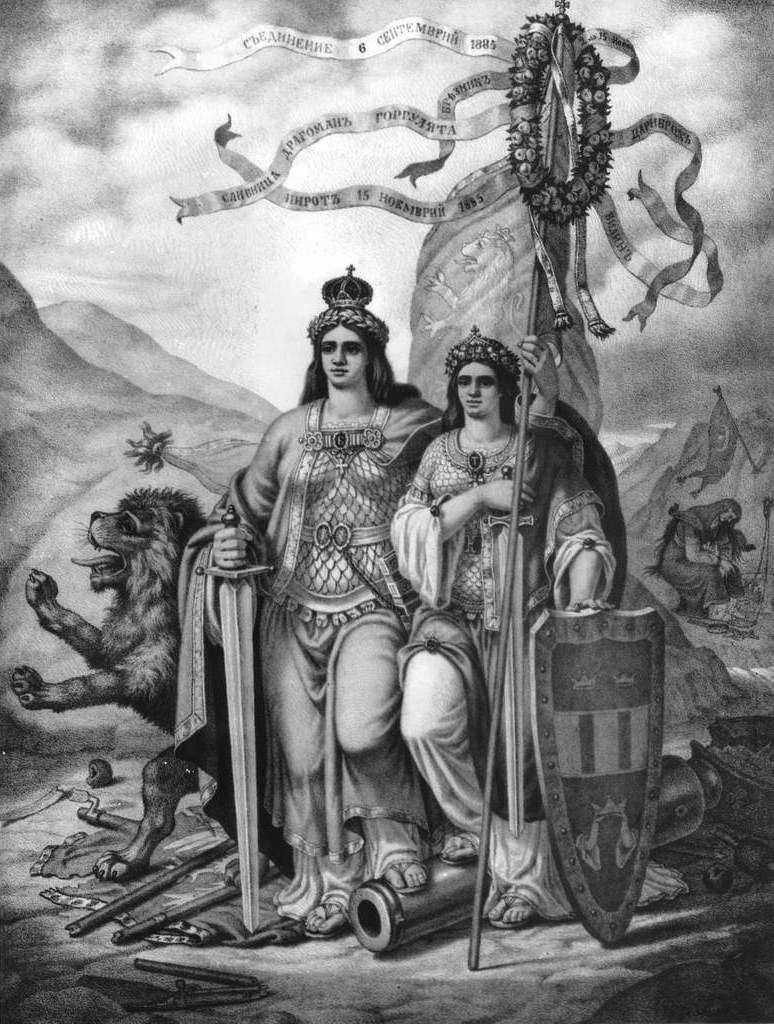
Bulgaria junto a Rumelia Oriental a su derecha, dibujo de Nikolai Pavlovich. Macedonia al fondo a la derecha.
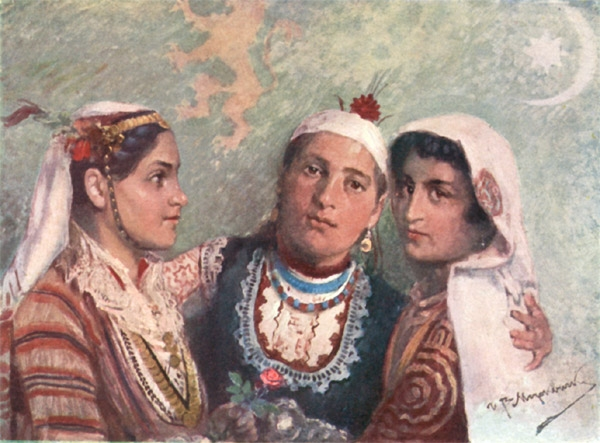
Alegoría de la unidad búlgara: Moesia, Tracia y Macedonia.